# 淡水紅樹林
淡水紅樹林在新北市淡水區竿蓁林地區，分佈於淡水河右岸，「紅樹林」也泛指附近的社區。

## 背景
因地緣的關係，竹圍河段是淡水及鹹水交匯處，於河灘上長了許多的水筆仔，就是俗稱的紅樹林植物，而這些植物伴隨著帶來了許多沼澤生態系，例如: 招潮蟹、彈塗魚及水鳥等。
1864年，英國理查·奧德漢在此地採集到水筆仔。

## 紅樹林自然保留區

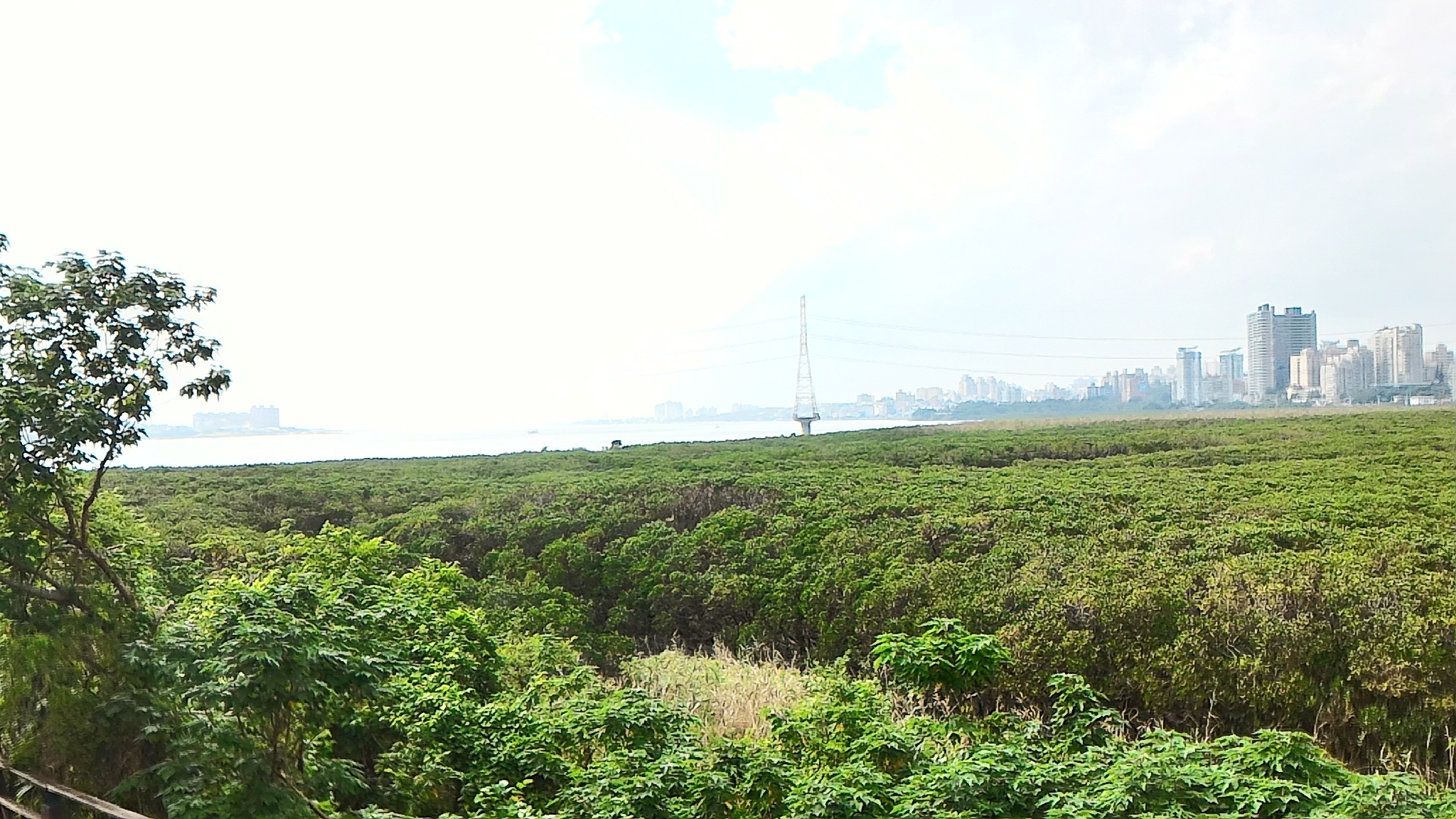
紅樹林自然保留區

本區位於新北市淡水區竹圍附近之淡水河北岸，距離淡水河口約5公里，隸屬台灣省林務局羅東林區管轄之區外保安林。

## 特色
淡水紅樹林是世界分佈最廣的水筆仔純林，在保護區外緣自捷運紅樹林站至捷運淡水站間有建置自行車步道，可清楚地觀查水筆仔的胎生過程。

## 破壞
- 2013年9月6日，淡水河出海口被發現遭排放大量廢水，眾多水筆仔枯死。同年9月16日，新北市副市長侯友宜親自帶隊，查出元凶為昇鴻科技股份有限公司[3]。董事長黃茂達表示：「這又不是什麼大事！」[4]

## 外部連結
- 林務局自然保育網：淡水河紅樹林自然保留區 （页面存档备份，存于）
- 臺灣大百科全書：淡水河紅樹林自然保留區 （页面存档备份，存于）
- 國家重要濕地保育計畫－淡水河流域濕地 （页面存档备份，存于）
- protectedplanet.net（英文）